# Mîhailevîci, Sambir
Mîhailevîci (în ucraineană Михайлевичі) este localitatea de reședință a comunei Mîhailevîci din raionul Sambir, regiunea Liov, Ucraina.

## Demografie
Componența lingvistică a localității Mîhailevîci
     Ucraineană (99,76%)
     Alte limbi (0,24%)
Conform recensământului din 2001, majoritatea populației localității Mîhailevîci era vorbitoare de ucraineană (99,76%), existând în minoritate și vorbitori de alte limbi.